# Rißbach (Jagst)
Der Rißbach ist ein mit seinem längeren linken Oberlauf Hollenbach zusammen 9,8 km langer Bach im nördlichen Baden-Württemberg, der im Dorf Ailringen der Gemeinde Mulfingen im Hohenlohekreis von rechts und Norden in die Jagst mündet. Sein rechter Oberlauf ist der Meisenbach. Beide Oberläufe grenzen an andere Kommunen im benachbarten Main-Tauber-Kreis, während der Rißbach nur im Gebiet seiner Mündungsgemeinde läuft. 

## Geographie

### Linker Oberlauf Hollenbach
Der 6,1 km lange Hollenbach entsteht etwa einen halben Kilometer südlich des Abzweigs der L 1020 nach Mulfingen-Hollenbach von der Kaiserstraße am Waldrand des Leigens auf etwa 422 m ü. NHN. Auf den ersten dreihundert Metern seines zunächst nordwestlichen Laufs folgt ihm hier die Gemeindegrenze zwischen Niederstetten rechts und Mulfingen links. Dann kehrt der Bach sich um einen Nordzipfel des Waldes nach Südwesten, nimmt in einem feuchten Grund seinen rechten Quellast auf und fließt anschließend in den Oberen Hollenbacher See ein, der eine Fläche von 2,3 ha bedeckt und an dessen linken Ufer ein Waldcamp liegt. Der im Lauf fast unmittelbar folgende Unterer Hollenbacher See ist mit 3,7 ha noch etwas größer. Unter dessen Damm liegt der Bach etwa auf 397 m ü. NHN, er wendet sich hier nach Westen und trennt sich dabei vom Mönchswald, nahe an dessen Rand er bis jetzt immer verlief.
Er unterquert zunächst auf etwa 390 m ü. NHN die L 1020 und durchläuft dann zumeist verdolt das Dorf Hollenbach. Am Westrand des Ortes südöstlich des Friedhofes und westlich der Kläranlage  tritt der Hollenbach wieder ans Tageslicht und gräbt sich dann in ein im Vergleich zu seiner bisher nur recht flachen Mulde steiles Tal ein, welches von Anfang an bewaldet ist. Auf 370,7 m ü. NHN nimmt er hier den 0,9 km langen Bach aus der Rossklinge auf, der nur in seinem eigenen unteren Klingendrittel beständig Wasser führt. Ab hier beginnt der Hollenbach sich durch sein enges Tal etwas zu schlängeln und zwischen Schenkenwald links und dem  Wasenberg rechts nach Westnordwesten zu laufen. Vor dessen ebenfalls bewaldetem Sporn läuft er dann auf 318,5 m ü. NHN einen guten halben Kilometer südwestlich der Albertshöfe auf der Hochebene im spitzen Winkel mit dem 3,4 km langen Meisenbach zusammen.

### Rechter Oberlauf Meisenbach
Der 3,4 km lange Meisenbach entsteht auf etwa 412 m ü. NHN in der freien Flur, ungefähr 1 km südlich von Bad Mergentheim-Rot und 2 km nordöstlich des Dorfes Hollenbach. Er läuft anfangs südwestlich und nimmt im Roten See seinen rechten Quellast auf, der sich am Westrand von Hagenholz und Seeholz naht; es sind dies auf der Hochebene die einzigen etwas größeren Waldstücke in seinem Einzugsgebiet. Anschließend läuft er immer westlicher, auf dem letzten Drittel seines Laufes in seiner tiefen Klinge sind die Hänge meist bewaldet. Kurz vor der Mündung nimmt er noch einen kleinen Klingenbach von rechts aus Richtung der Albertshöfe auf.

### Unterlauf Rißbach
Die Talklinge des Rißbachs hat schon beim Zusammenfluss der Quellbäche eine offene Aue, durch die er sich von einer Baumgalerie begleitet schlängelt, er wendet sich dabei langsam in südwestliche Richtung. Zu Füßen der ehemaligen Burg Gruningen oben im Waldgewann Burg durchläuft er ein 0,3 ha großes Rückhaltebecken. Der die Burg tragende Sporn auf der rechten Talseite ist auf seiner Nordseite von der Burgklinge begrenzt, durch welche bald danach ein 1,5 km langer Waldklingenbach auf etwa 290 m ü. NHN von rechts zumündet. Der nächste und bedeutendste Zulauf des Rißbachs ist der 3,7 km lange Steinbach, der auf etwa 275 m ü. NHN beim Ailringer Schützenhaus vor seinem Mündungssporn Eichelberg von Norden mündet; er entsteht weit im Norden östlich von Bad Mergentheim-Rengershausen im Hügelwald Stöckerbild auf der Hochebene.
Keinen halben Kilometer weiter läuft noch ein viel kürzerer, nur 0,6 km langer Nebenbach aus der Ameisenklinge zu. Danach fließt der Rißbach seinen letzten Kilometer südwärts durch ein inzwischen recht breites und bald auch an den Hängen freies Tal auf das Dorf Ailringen zu, nach dessen Durchlaufen er neben der Schafgasse auf 247,8 m ü. NHN von rechts und Norden – nach einem Lauf von 3,1 km Länge ab dem Zusammenfluss der Oberläufe bzw. von 9,7 km auf dem Hollenbach-Rißbach-Hauptstrang – in die hier westwärts laufende Jagst mündet.

### Einzugsgebiet
Der Rißbach hat ein Einzugsgebiet von 19,1 km² Größe. Zu ihm tragen der Hollenbach-Oberlauf 6,3 km², der Meisenbach-Oberlauf 3,5 km² und der Steinbach 4,2 km² bei. Der Hauptstrang mit dem Oberlauf Hollenbach zieht darin, immer dicht an der Südgrenze, eine Z-Schlinge. Es streckt sich sowohl bei Hollenbach wie vor allem beidseits des Steinbach-Laufs stark nach Norden.
Im Nordwesten liegt jenseits erst das Einzugsgebiet des Dörzbacher Jagst-Zuflusses Goldbachs an, dann kürzer des Erlenbachs, der weit zur unteren Jagst entwässert. Von da läuft die Wasserscheide in einem Südbogen nach Osten, hier konkurriert jenseits der Wachbach zur Tauber, den dann ganz im Osten der Aschbach mit gleicher Entwässerungsrichtung ablöst. Im Südosten läuft jenseits die Ette wieder zur Jagst, im Süden und Südwesten konkurrieren meistens unbedeutendere Zuflüsse zu letzterer (u. a. Ailringer Reitersklinge, Dörzbacher Osenklinge und Kiesgraben).
Außer Mulfingen, zu dem dessen überwiegender Teil gehört, haben kleinere Anteile am Einzugsgebiet auch Bad Mergentheim im Norden, Niederstetten im Osten und Dörzbach im Westen.

### Zuflüsse und Stillgewässer
Gewässerlängen, -flächen, Einzugsgebietsgrößen, Höhenangaben und Namensabschnitte nach dem Gewässernetz-, Stillgewässer- und Einzugsgebietslayer sowie dem Hintergrundlayer Topographische Karte und dem Gewässernamenslayer des LUBW..
Zusammenfluss von Hollenbach und Meisenbach auf 318,5 m ü. NHN etwa 600 Meter südwestlich der Mulfingen-Hollenbacher Albertshöfe vor dem Mündungssporn Wasenberg. Der Rißbach fließt hier zunächst westlich und dann immer südlicher.
- Hollenbach, linker Quellast des Rißbachs, 6,2 km und 6,3 km². Quelle auf etwa 422 m ü. NHN etwa 0,5 km südlich des Abzweigs der L 1020 nach Mulfingen-Hollenbach von der Kaiserstraße am Waldrand des Leigens. Der Bach fließt zuallererst nordwestlich neben einem Feldweg längs der Gemeindegrenze Niederstetten/Mulfingen.
  - (Zulauf aus dem Flurgewann Waldäcker), von rechts vor der Leigen-Nordspitze auf etwa 409 m ü. NHN, ca. 0,3 km.[5] Entsteht am Rand der Kaiserstraße auf etwa 414 m ü. NHN. Südwestlauf.
  - (Rechter Quellast des Hollenbachs), von rechts in einer eingeböschten Nasswiese am Bach auf etwa 403 m ü. NHN, 0,7 km. Entsteht im Flurgewann Zentbaum auf etwa 416 m ü. NHN.
  -  Durchläuft nacheinander auf etwa 405–400 m ü. NHN den Oberen und den Unteren Hollenbacher See, zwei Hochwasserrückhaltebecken von 2,3 ha und 3,7 ha. Östlich im südlichen Leigen und nördlichen Mönchswald liegen hier jenseits des Waldcamps Hollenbacher Seen am linken Hang drei oberflächlich anscheinend abflusslose Waldteiche von zusammen 0,5 ha auf Höhen zwischen 423 und 412 m ü. NHN.
Der Hollenbach durchquert daraufhin im Westlauf das Dorf Hollenbach.
  - (Zufluss aus der Rossklinge), von rechts auf 370,7 m ü. NHN, 0,9 km. Entsteht auf etwa 408 m ü. NHN als Feldweggraben nördlich von Hollenbach. Anschließend immer nordwestlicherer Lauf durch eine zumeist bewaldete Klinge.
- Meisenbach, rechter Quellast des Rißbachs, 3,4 km und 3,5 km². Entsteht östlich des Seeholzes als Grasweggraben auf etwa 412 m ü. NHN. Anfangs Südwestlauf.
  -  Durchläuft auf etwa 395 m ü. NHN am Südrand des Seeholzes den Roten See, 1,4 ha. Anschließend westlicher Lauf.
  - (Rechter Quellast des Meisenbachs), von rechts im Roten See, 0,8 km. Entsteht am Westrand des Hagenholzes.
  - (Zufluss), von rechts auf unter 330 m ü. NHN nahe dem Zusammenfluss zum Rißbach, 0,4 km. Entsteht auf etwa 385 m ü. NHN in einer Waldklinge bei den Albertshöfen.
- Durchläuft auf etwa 312 m ü. NHN ein Rückhaltebecken südlich und unterhalb der ehemaligen Burg Gruningen, 0,3 ha.
- (Waldklingenbach aus der Burgklinge), von rechts auf knapp 290 m ü. NHN, 1,5 km. Entsteht auf knapp 400 m ü. NHN in einer Flurbucht westnordwestlich des Albertshöfe und durchläuft dort einen kleinen Teich.
- Steinbach, von rechts auf etwa 275 m ü. NHN beim Schützenhaus vor dem Eichelberg-Sporn, 3,7 km und 4,2 km². Entsteht auf über 410 m ü. NHN im Hügelwald Stöckerbild etwa 200 Meter südlich des Funkturms an der Straße von Rengershausen nach Hachtel.
- (Bach aus der Ameisenklinge), von rechts auf unter 270 m ü. NHN, 0,6 km. Entsteht auf etwa 345 m ü. NHN schon in der Klinge im Anschluss an einen Weggraben auf der Hochfläche. Ab diesem Zulauf Südlauf des Rißbachs.
  - ↓ Bachschwinde im Weggraben zur Ameisenklinge knapp oberhalb des Eintritts in die Klinge. Austritt in einer Brunnenstube rund 100 m unterhalb der Mündung der Ameisenklinge (Entfernung ca. 0,65 km, Fließzeit ca. 8 h, Abstandsgeschwindigkeit ca. 100 m/h) und einer Quelle im Meßbachtal (Entfernung ca. 0,9 km, Fließzeit ca. 184 h, Abstandsgeschwindigkeit 3,5 m/h).[6]

Mündung des Rißbachs in Mulfingen-Ailringen neben der Schafgasse auf 247,8 m ü. NHN von rechts in die Jagst. Der Bach hat hier eine Länge von 9,8 km auf dem Hauptstrang ab der Hollenbach-Quelle, von 3,6 km ab dem Zusammenfluss von Hollenbach und Meisenbach und ein Einzugsgebiet von 19,1 km².

### Ortschaften
Am Bach liegen nur die Mulfinger Dörfer Hollenbach und Ailringen, im Einzugsgebiet noch die zu Hollenbach gehörenden Albertshöfe.